# Máy bay tiêm kích chiếm ưu thế trên không

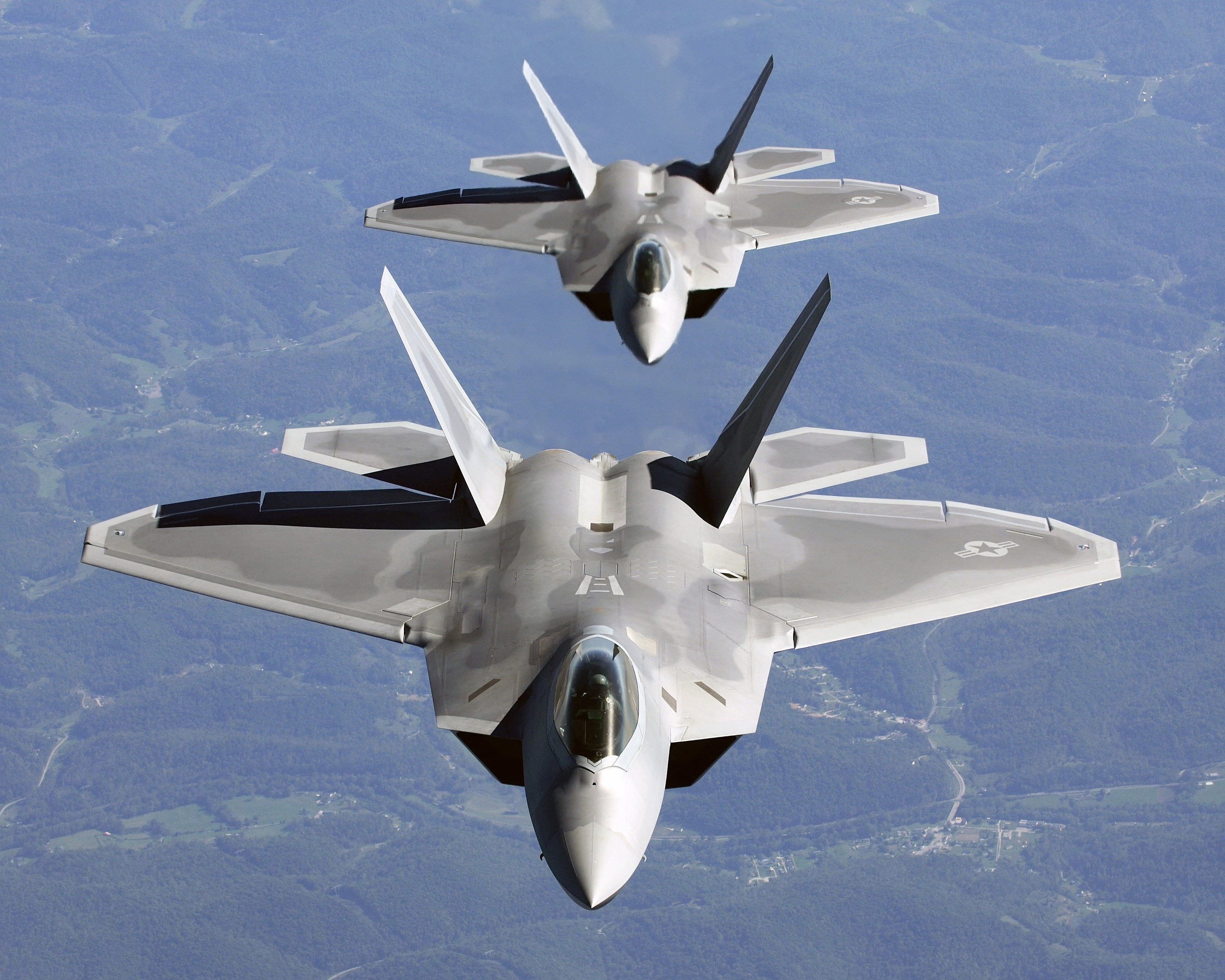
F-22 Raptor thuộc Không quân Hoa Kỳ, Máy bay tiêm kích tàng hình thế hệ thứ năm có tính năng đạt vận tốc siêu thanh và vector lực đẩy

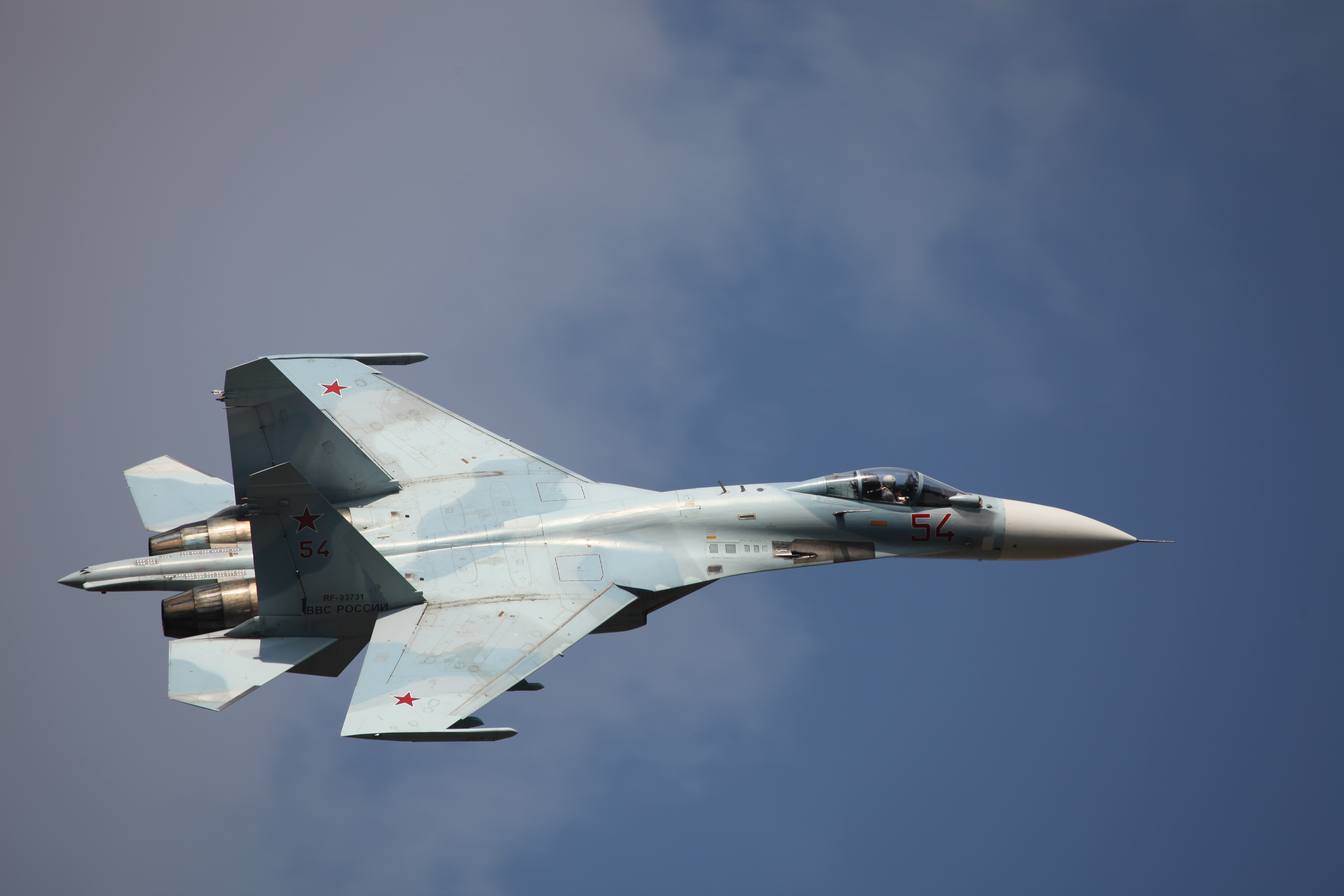
Sukhoi Su-27

Máy bay tiêm kích chiếm ưu thế trên không, còn được gọi là Máy bay chiến đấu ưu thế trên không, là một loại máy bay chiến đấu được thiết kế để xâm nhập và chiếm quyền kiểm soát không phận của địch như một phương tiện thiết lập sự thống trị hoàn toàn đối với lực lượng không quân của địch (ưu thế trên không). Máy bay chiến đấu ưu thế trên không được thiết kế chủ yếu để có hiệu quả khi giao chiến với máy bay chiến đấu của đối phương, nhiều hơn các loại máy bay khác, mặc dù một số có thể có vai trò thứ yếu đối với các cuộc không kích mặt đất.